# Апликативни софтвер
Апликативни софтвер или само апликација (енгл. application software, app) је подгрупа рачунарског софтвера дизајнирана за помоћ корисницима да би извршавали један или више одређених задатака. Примери укључују пословне програме, рачунарске програме, графичке програме, медија извођаче, веб-апликације...